# Todd Lakes
Todd Lakes är sjöar i Kanada.   De ligger i provinsen Ontario, i den sydöstra delen av landet, 140 km väster om huvudstaden Ottawa. Todd Lakes ligger 350 meter över havet. De ligger vid sjön Merrill Lake.
I omgivningarna runt Todd Lakes växer i huvudsak blandskog. Runt Todd Lakes är det mycket glesbefolkat, med 2 invånare per kvadratkilometer.